# Ferrocarril en Panamá
El transporte ferroviario en Panamá actualmente incluye servicios de pasajeros urbanos, tales como el del Metro de Panamá de la Ciudad de Panamá, así como servicio de larga distancia para carga y pasajeros del Ferrocarril Panamá - Colón. En el pasado también existieron otros servicios urbanos como los sistemas de Tranvías de la Ciudad de Panamá; otros servicios de pasajeros como los del Ferrocarril Nacional de Chiriquí en la provincia de Chiriquí, que luego fue abandonado a finales del siglo XX; y muchas otras líneas y redes de diversas complejidades y tamaños para operaciones agroindustriales, militares y mineras. 

## Visión general
En la actualidad el transporte ferroviario en Panamá tiene únicamente dos sistemas relevantes a mencionar. Ambos cuentan con un ancho de vía estándar. 
El Ferrocarril de Panamá operado por la Panama Canal Railway Co. conectando las ciudades de Panamá y Colón y sus puertos en ambas costas del país a través de 77 km de vía. Ofrece principalmente servicios de transporte de carga, pero también un muy limitado servicio de pasajeros enfocado en el turismo. Este servicio cuenta únicamente con dos estaciones de pasajeros existentes. La vía no está electrificada.
El Metro de Panamá es un sistema ferroviario eléctrico de transporte público metropolitano que actualmente cuenta con dos líneas y una tercera en construcción. Su red existente suma 38.8 km y 35 estaciones. Se sigue expandiendo constantemente. En su plan maestro se contemplan 9 líneas en total. De estas, 4 serían metro convencional, 2 serían metro monorriel, 1 sería una red de tranvías y 2 serían líneas de trenes ligeros.
Se anunció la construcción de una futura línea ferroviaria interurbana entre Panamá y Chiriquí que iniciará obras en 2026. La misma cumpliría una vieja propuesta de inicios de siglo XX para unir la región interoceánica del país con las regiones central y occidental de Panamá. Ya en tiempos modernos, el gobierno de Panamá y el grupo de ingeniería civil chino Grupo Tiesiju estaban trabajando conjuntamente en 2017 para construir una línea de ferrocarril de alta velocidad entre la Ciudad de Panamá y David. Este trabajo conjunto fue un resultado de la formalización de relaciones entre los gobiernos de Panamá y China en junio de 2017. Un diseño para esta línea de alta velocidad estaba planeado para la segunda mitad del 2018. Ya en 2019 se publicó un estudio de factibilidad por parte de la China Railway Design Corporation (CRDC). Este estudio sirvió de base para la actualización realizada por la Estadounidense AECOM que fue contratada por el gobierno nacional en 2024 para la creación de un plan maestro de esta ruta.

## Historia

### SigloXIX

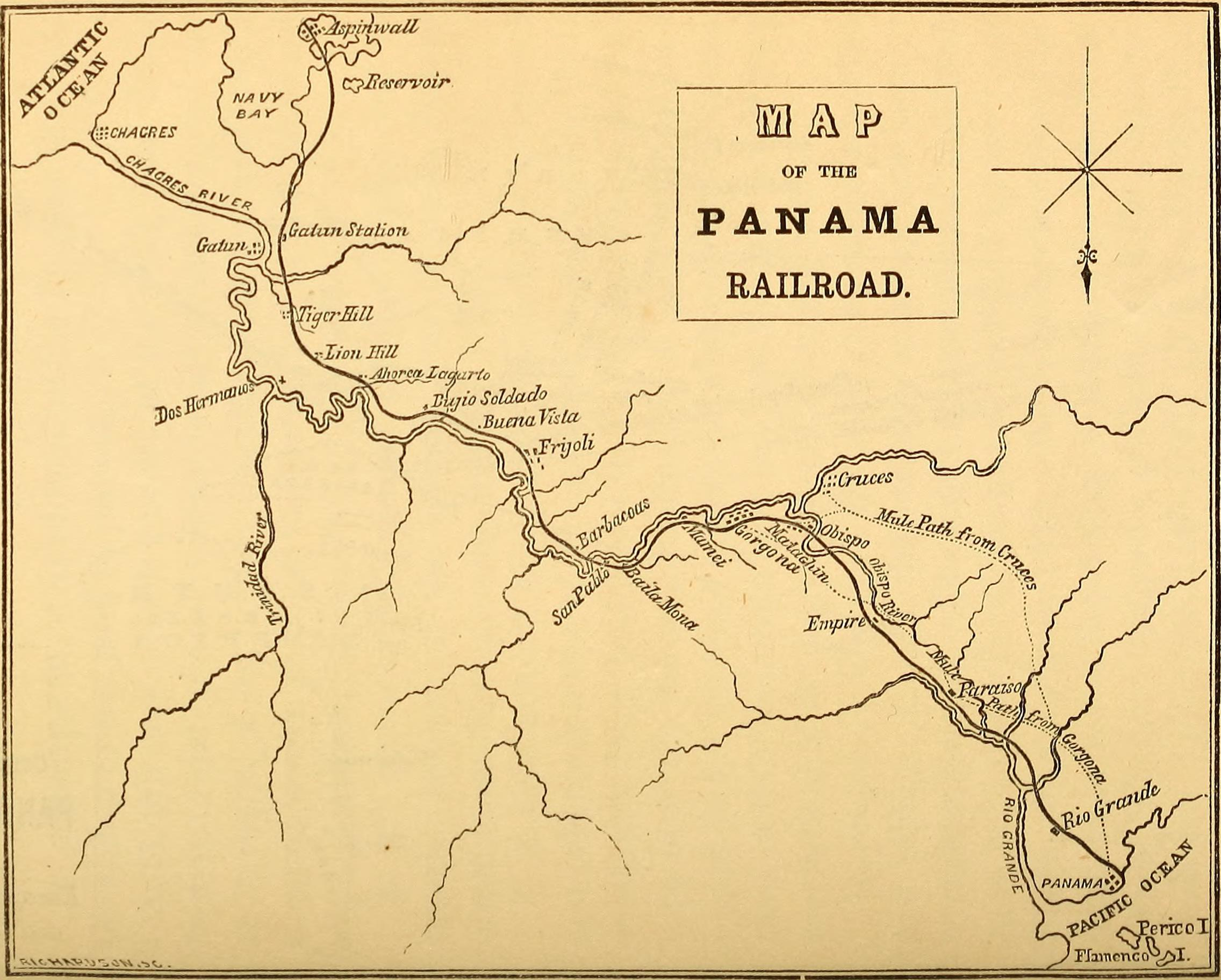
Mapa de la ruta original del Ferrocarril de Panamá (1862).

La historia de los ferrocarriles en Panamá inaugura su primera línea en mitad del siglo XIX con la apertura del Ferrocarril de Panamá en el año 1855. Esta infraestructura reforzaría la ruta interoceánica existente que hasta ese entonces se servía de caminos reales coloniales para cruzar el Istmo de Panamá. Gracias a este tren se fundaría la Ciudad de Aspinwall, hoy en día Ciudad de Colón. Jugaría además roles importantes en la Fiebre del Oro de California al convertirse en un atajo que facilitó inmensamente esta migración y también en el periodo francés de la construcción del Canal de Panamá. 
Por otro lado, a finales de la década de los 1880s en Bocas del Toro se empezaron a instalar las primeras líneas férreas improvisadas en la localidad de Chiriquito, actual distrito de Chiriquí Grande. Las mismas tenían como objetivo el traslado de vagones cargados de banano, coco, animales vivos y otros productos al puerto de Eureka.  
Antes de finalizado el siglo, en la Ciudad de Panamá, se instaló el primer sistema ferroviario urbano y eléctrico del país, el Tranvía de Panamá que inició operaciones en 1893. También a finales de siglo se abrieron los primeros trenes mineros del país; el Ferrocarril Minero de Nombre de Dios en 1895 en la Provincia de Colón y el Ferrocarril Boca de Cupe - Minas de Cana en 1898 en la Provincia de Darien.

### SigloXX

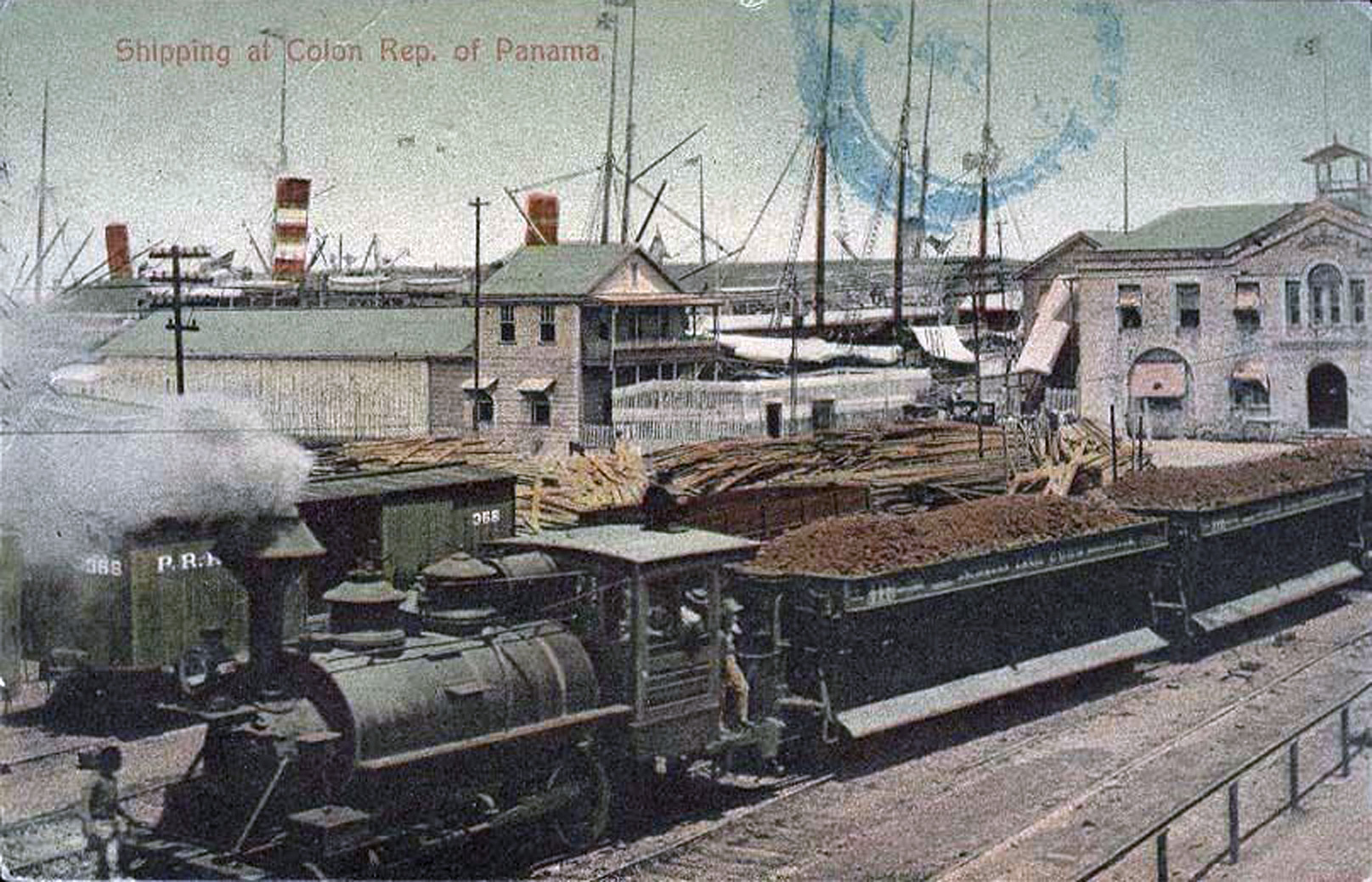
Locomotora a vapor del Ferrocarril de Panamá moviendo material excavado durante las obras del Canal de Panamá.

En los primeros años del siglo XX y tras los estragos de la Guerra de los Mil Días, el sistema de tranvías de la Ciudad de Panamá cierra en el año 1902. Ese mismo año y tras el desplome de los precios del manganeso, recurso que explotaba el ferrocarril minero de Nombre de Dios, este también cesa operaciones.
Sin embargo, poco después de estos cierres, con la independencia de Panamá de Colombia y el inicio de la construcción del Canal de Panamá por parte de los Estados Unidos, Panamá vio un gran auge en diversos sistemas ferroviarios. Directamente, el Ferrocarril de Panamá jugó un rol protagónico durante el periodo estadounidense de la construcción del Canal. Debido a los cambios en la geografía necesarios para la creación de la vía acuática, el Ferrocarril de Panamá tuvo que ser realineado. Muchos de los pueblos y estaciones donde paraba fueron inundados y desaparecieron para siempre.
Las primeras líneas y ramales bananeros de la Chiriquí Land Co. en Bocas del Toro, de las cuales la principal unía Costa Rica con el Puerto Almirante en Panamá, nacen en 1909. En 1911 inicia operaciones el Ferrocarril de Aguadulce utilizado por el Ingenio Santa Rosa para la explotación de la caña de azúcar en la Provincia de Coclé.  En 1913 abre el segundo sistema de tranvías eléctricos de la Ciudad de Panamá. En 1916 se inauguran las primeras líneas del Ferrocarril Nacional de Chiriquí, estas fueron: La línea David - Pedregal, la línea David - Boquete, el ramal Dolega - Potrerillos, y la línea David - La Concepción. Y finalizando la década, en 1918, la Panama Sugar Co. instaló y operó un línea de trocha estrecha para la explotación agroindustrial de la caña de azúcar con aproximadamente 23 km de vía  entre sus plantaciones y su ingenio azucarero ubicado en Progreso, Chiriquí.  

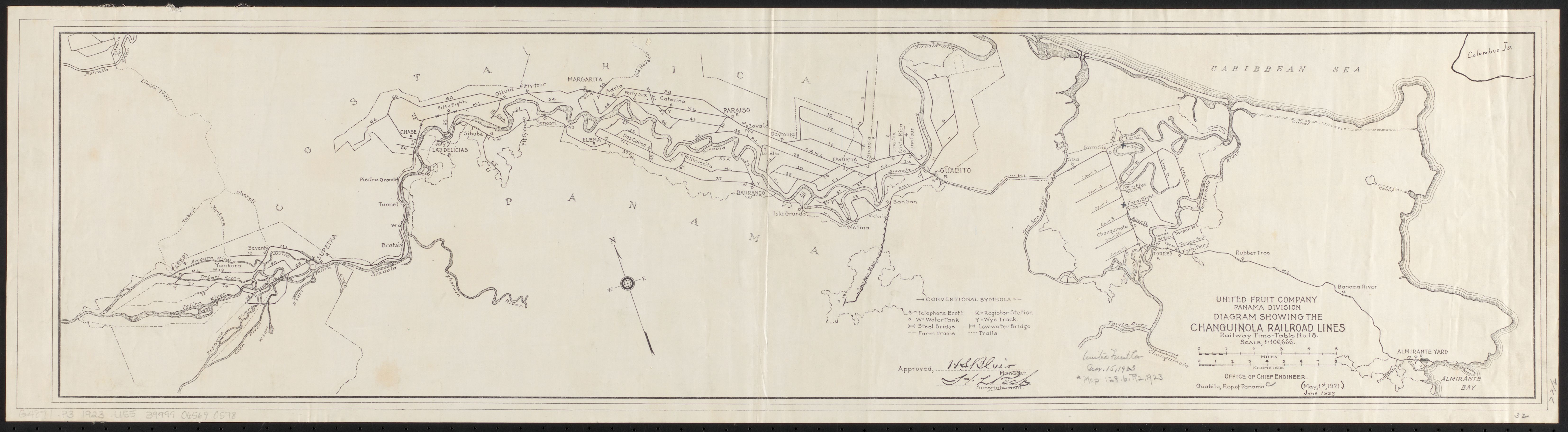
Mapa de la red de ferrocarriles bananeros operada por United Fruit Company en Bocas del Toro (1923).

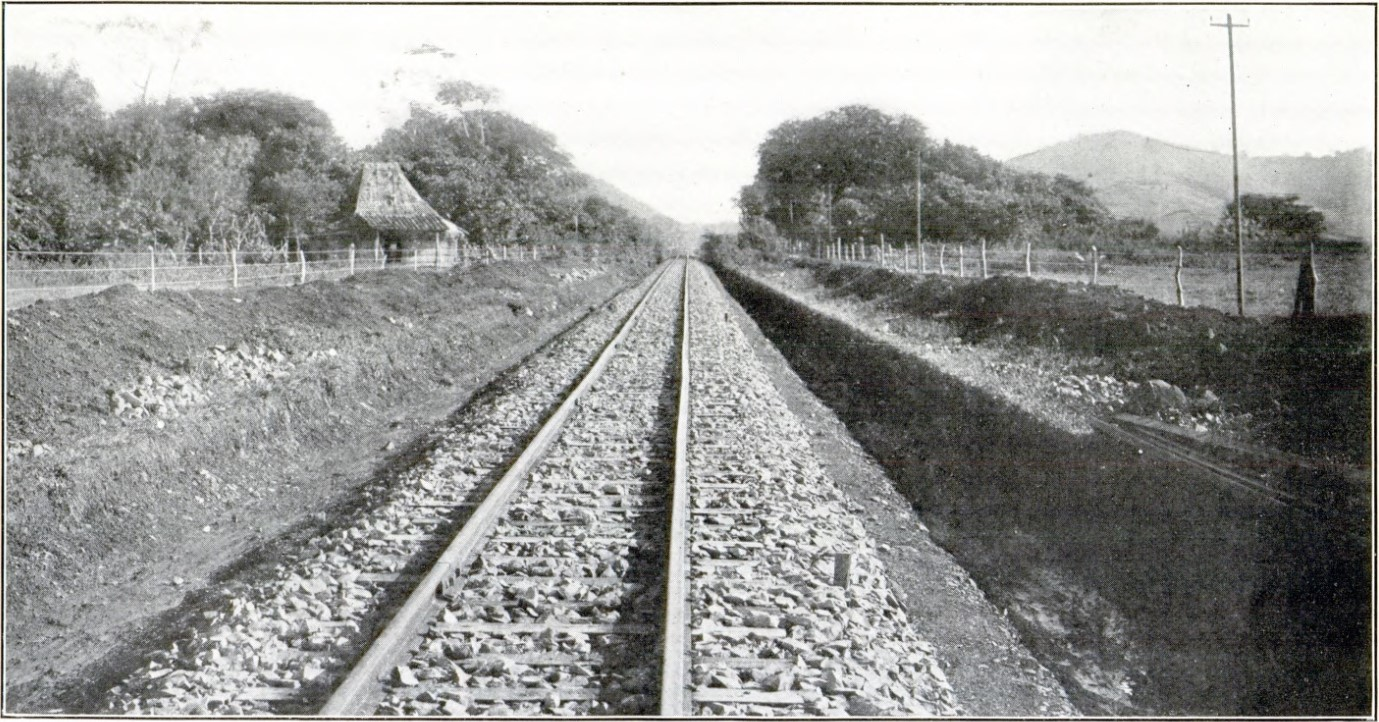
Línea David - Boquete del Ferrocarril Nacional de Chiriquí (1925).

En la década de los 1920s se sumaron a estas, varias otras operaciones ferroviarias agroindustriales privadas. En 1923, el antiguo Ferrocarril Minero de Nombre de Dios fue extendido y reutilizado para la explotación de plantaciones de banano. Para 1925, existía una línea de aproximadamente 6 km de trocha estrecha operada por la Panama American Lumber Development Co. para la explotación maderera en la ribera oriental del Río Mamoní. Y en 1928 se extiende la línea del Ferrocarril Nacional de Chiriquí desde La Concepción hasta Puerto Armuelles, dando así inicio al desarrollo de ramales bananeros por parte de la Chiriquí Land Co. que se expandieron por todo el distrito de Barú y el corregimiento de Divalá.   

### SigloXXI
El inicio del siglo se vio marcado por la privatización de la última vía ferroviaria superviviente del país que no había sido desmantelada o abandonada. En 2001, lo que quedaba del Ferrocarril de Panamá, ahora bajo la administración de la Panamá Canal Railway Company fue reconstruida modificando el ancho de vía del ancho ruso original al ancho internacional actual.  Y en 2004 finalmente los últimos ramales bananeros en Bocas del Toro cerraron y fueron desmantelados. Dejando al Ferrocarril de Panamá como único sistema ferroviario de tamaño significativo en el país. Acompañado únicamente de las locomotoras eléctricas "mulas" que mueven los barcos a través de las esclusas previas a la expansión del Canal de Panamá.

Todo apuntaba a que los ferrocarriles en Panamá eran una tecnología del pasado que habría sido remplazada por las carreteras, los automóviles privados y buses. Sin embargo con la llegada de la década de los 2010s, comenzaría la construcción del Metro de Panamá que inauguró su primera línea en 2014. 

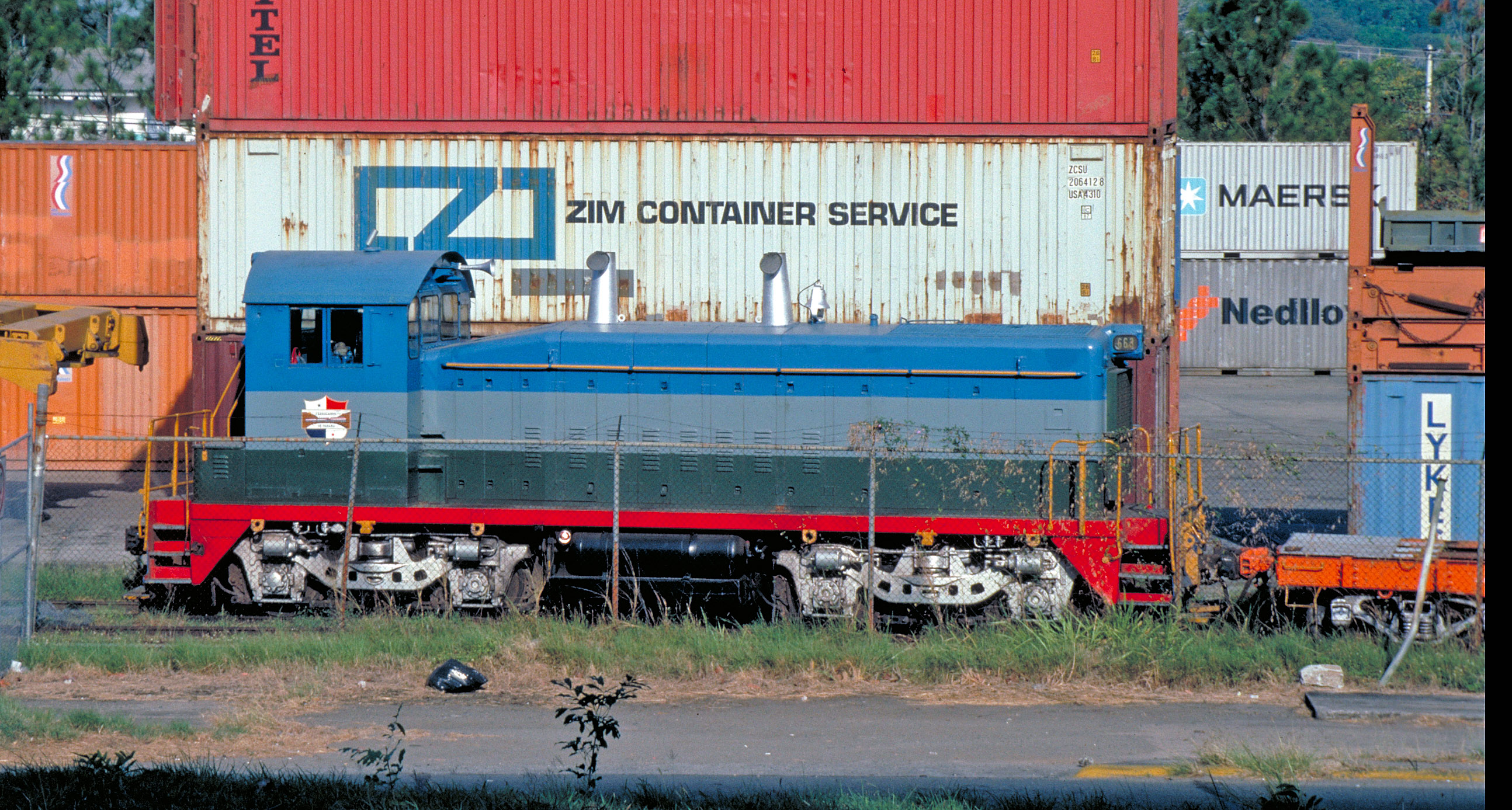
Panama Railroad (1991).

### Línea de tiempo
- 1855: Apertura de la primera línea férrea de Panamá, el Ferrocarril de Panamá, entre la Ciudad de Panamá y Aspinwall (Colón).
- 1889: Primeras líneas improvisadas de explotación agroindustrial en la región de Chiriquítode Bocas del Toro.
- 1893: Apertura del primer sistema de tranvías de la Ciudad de Panamá. Siendo el primer ferrocarril eléctrico del país.
- 1895: Apertura del tren minero de Nombre de Dios, Provincia de Colón.
- 1898: Apertura del ferrocarril minero entre Boca de Cupe y las Minas de Cana en la Provincia de Darién.
- 1902: Cierre del primer sistema de tranvías de la Ciudad de Panamá tras los estragos producto de la Guerra de los Mil Días.
- 1902: Cierre del tren minero de Nombre de Dios, Provincia de Colón tras el desplome del precio del manganeso.
- 1909: Apertura de las primeras líneas y ramales bananeros de la Chiriquí Land Company en la Provincia de Bocas del Toro.
- 1911: Cierre del ferrocarril minero entre Boca de Cupe y las Minas de Cana en la Provincia de Darién.
- 1911: Apertura del Ferrocarril de Aguadulce del Ingenio Santa Rosa en El Roble de Aguadulce, Provincia de Coclé.
- 1913: Apertura del segundo sistema de tranvías eléctricos de la Ciudad de Panamá.
- 1914: Apertura oficial de la nueva ruta del Ferrocarril de Panamá tras la realineación necesaria por la inundación de los Valle del Río Chagres y creación del Lago Gatún para la construcción del Canal de Panamá.
- 1916: Apertura de las primeras líneas del Ferrocarril Nacional de Chiriquí. Específicamente: David - Pedregal, David - Boquete, ramal Dolega - Potrerillos, y David - La Concepción.
- 1918: La empresa Panama Sugar Co. monta un ferrocarril en la zona de Rabo de Puerco (Puerto Armuelles).
- 1928: Extensión del Ferrocarril Nacional de Chiriquí desde La Concepción hasta Puerto Armuelles. Esto dio inicio a los ramales bananeros de la Chiriquí Land Co. en la región de Puerto Armuelles.
- 1929: La empresa Chiriquí Land Co. incorpora las primeras locomotoras diesel-eléctricas, iniciando la transición de vapor a combustión interna en sus ramales bananeros de Bocas del Toro y Chiriquí.
- 1936: Extensión del ramal Dolega - Potrerillos desde Potrerillos Abajo hasta Potrerillos Arriba. Alcanzando con esto la extensión máxima del ramal.
- 1940: El Ferrocarril de Panamá inicia su transición del vapor a locomotoras de combustión interna con la adquisición de cinco locomotoras diésel-eléctricas.
- 1941: Cierre del segundo sistema de tranvías eléctricos de la Ciudad de Panamá.
- 1946: El Ferrocarril Nacional de Chiriquí inicia su transición de locomotoras impulsadas a vapor hacia locomotoras de combustión interna con la adquisición de dos locomotoras diésel-mecánicas. Durante este periodo también se realizaron otros esfuerzos para mejorar la infraestructura como la reconstrucción de ciertas estaciones y modernizar el equipo rodante del sistema con la incorporación de varios carros motores para pasajeros así como vagones para pasajeros y para carga.
- 1949: Apertura del ramal Aserrío - San Andrés del Ferrocarril Nacional de Chiriquí que se conectaba en Aserrío con la línea La Concepción - Puerto Armuelles. Alcanzando con esto, la máxima extensión que logró la red.
- 1955: El Ferrocarril de Panamá finaliza su transición del vapor a la combustión interna contando con una flota de quince locomotoras diésel-eléctricas.
- 1961: Cierre definitivo de la línea David - Boquete y el ramal Dolega - Potrerillos del Ferrocarril Nacional de Chiriquí.
- 1974: Cierre de línea David - La Concepción del Ferrocarril Nacional de Chiriquí.
- 1979: Tras la firma de los Tratados Torrijos - Carter, Estados Unidos entregan el control sobre las operaciones del Ferrocarril de Panamá al gobierno panameño.
- 1990: Cierre definitivo del Ferrocarril Nacional de Chiriquí.
- 1998: Privatización del Ferrocarril de Panamá en concesión a Panama Canal Railway Company (PCRC).
- 1999: Cierre de la sección de Sixaola de la red ferroviaria bananera en Bocas del Toro.
- 2000: El Ferrocarril de Panamá es restaurado por PCRC y modifica su ancho de vía del ancho ruso al ancho internacional.
- 2004: Cierre y desmantelamiento de las últimas líneas ferroviarias de las plantaciones bananeras en Bocas del Toro.
- 2014: Apertura de la primera línea del Metro de Panamá.

## Tipos de sistemas ferroviarios en Panamá

### Ferrocarriles de carga y pasajeros

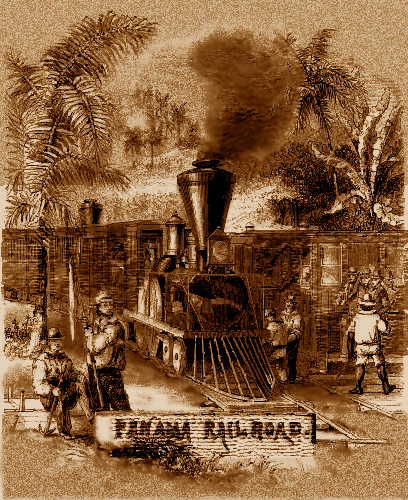
Panama Railroad en el.

#### Ferrocarril de Panamá
Durante la primera mitad del siglo XIX, recorrer el istmo de Panamá era difícil y peligroso. Para los Estados Unidos, cada vez más se necesitaba una conexión interoceánica más fiable después de que los Estados Unidos conquistara California durante la Intervención estadounidense en México. La construcción de una línea  transcontinental empezó en 1850 y el primer tren de costa a costa se inauguró el 28 de enero de 1855. Para su construcción se estima que más de 12.000 trabajadores murieron.
El ferrocarril ayudó mucho en la construcción del Canal de Panamá. El canal fue construido casi en paralelo a la línea ferroviaria y en algunos puntos consumía la línea ferroviaria. Estas partes de la línea fueron movidas durante la construcción del canal y se prolongó la red considerablemente. La nueva red de Ferrocarril de Panamá se inauguró en 1912.

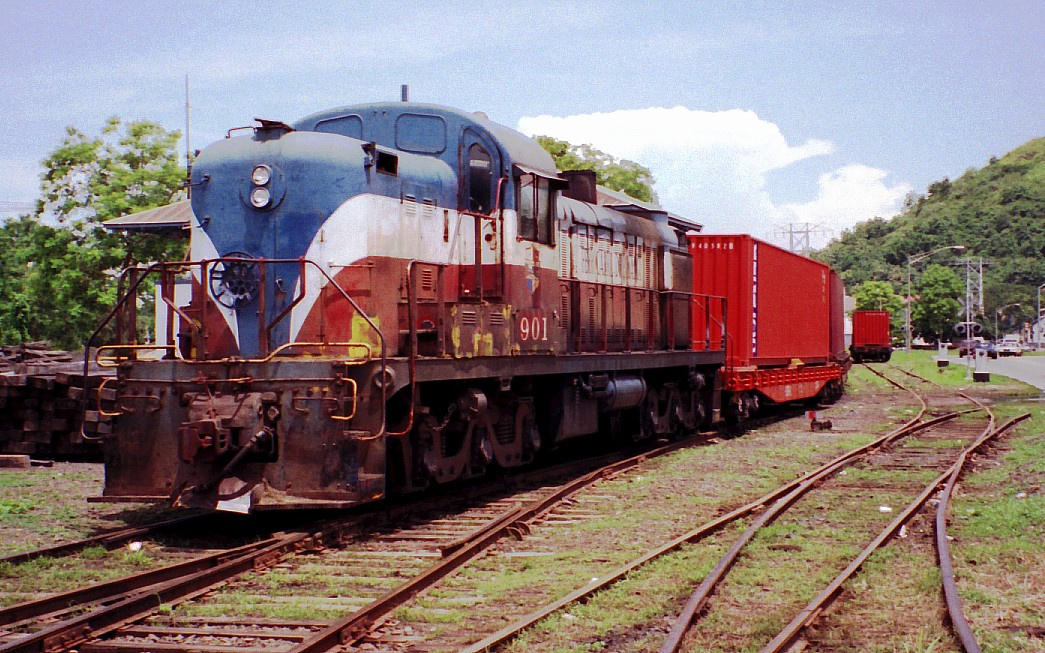
Panama Railroad 1992

En 1979, el gobierno de los Estados Unidos entregó el control sobra la Zona de Canal y entregó la gestión del ferrocarril al gobierno de Panamá. El 19 de junio de 1998, el gobierno de Panamá le devolvió el control a la empresa estadounidense, la Panama Canal Railway Company (PCRC).
Ferrocarril de Panamá era originalmente de ancho ruso de 1.524 milímetros, pero cuando se reconstruyó en el 2000, el ancho fue cambiado a ancho internacional de 1.435 milímetros.

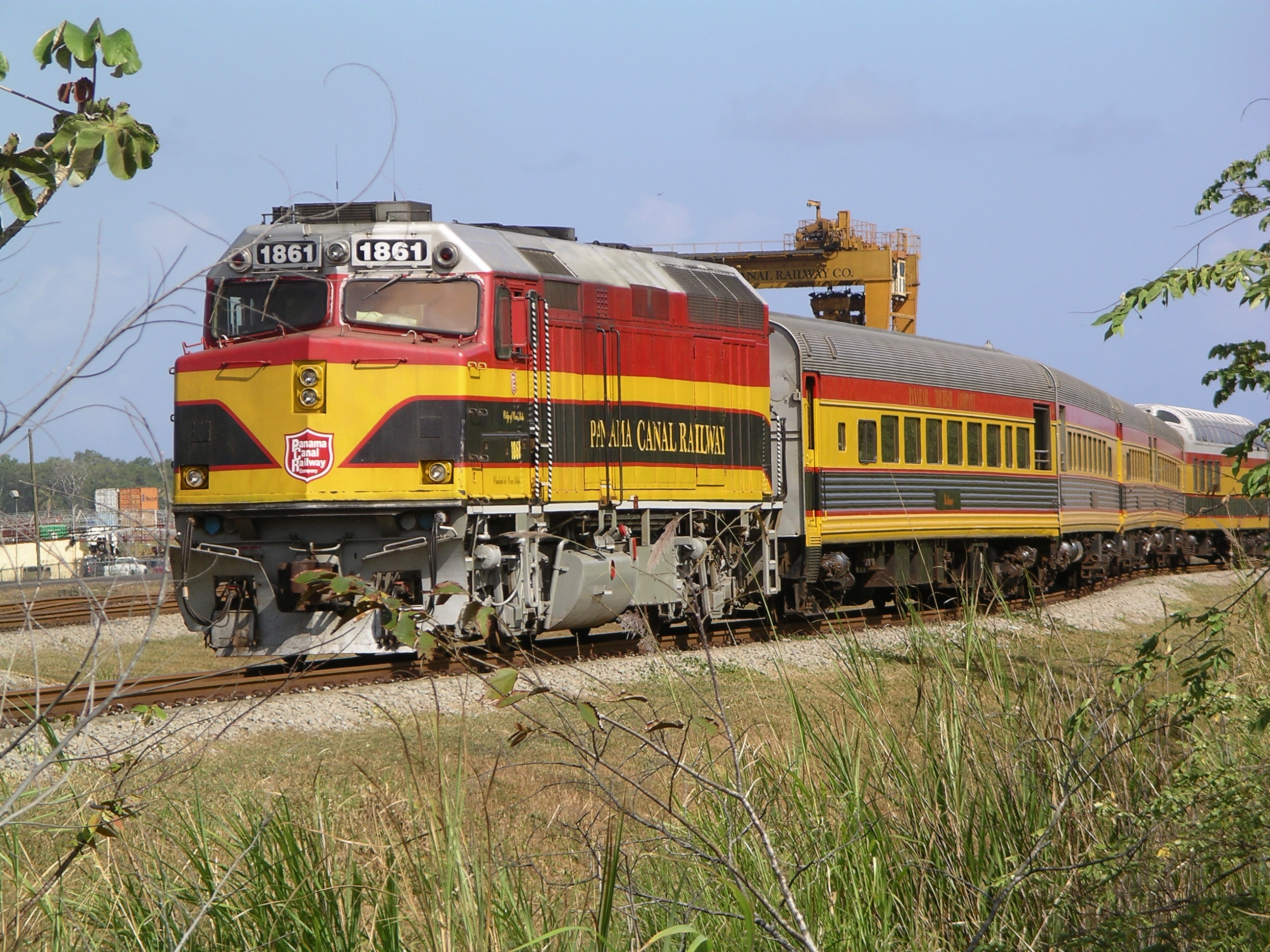
Tren de pasajeros del Ferrocarril de Panamá en las cocheras de Colón (2007).

Hoy en día la ruta es de 76,6 kilómetros atravesando el istmo de Panamá desde Colón en el atlántico hasta Balboa en el pacífico.
Desde el 2015, el Ferrocarril de Panamá opera servicios de carga y de pasajeros entre la Ciudad de Panamá y Colón. El servicio de pasajeros consta de un servicio por día en cada dirección operando de lunes a viernes.

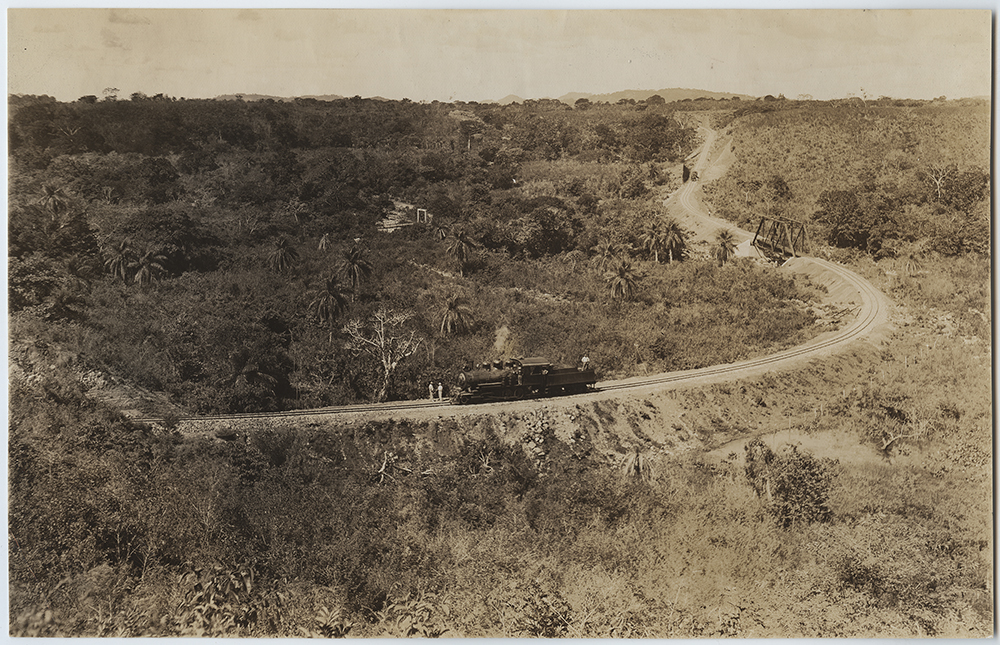
Ferrocarril Nacional de Chiriquí a su paso por el Valle del Río David.

#### Ferrocarril Nacional de Chiriquí
Al final del siglo XIX, el gobierno de Panamá estudió la viabilidad de construir nuevas líneas ferroviarias. En 1910, Ferrocarril de Panamá estuvo encargado de cotizar el precio de una línea ferroviaria entre la Ciudad de Panamá y David, con ramales hacia Antón, en la provincia de Coclé, y a Los Santos. El informe llegó a la conclusión que los costes eran demasiado altos y el gobierno decidió construir ampliaciones a la red ferroviaria sólo en la provincia de Chiriquí. 
En 1914, se firmó un contrato estuvo firmado para construcción de una línea ferroviaria David-Boquete - La Concepción con un ramal de Dolega-Potrerillos y otro ramal más corto a Puerto Pedregal. El ferrocarril se inauguró el 23 de abril de 1916 con un primer tren de David a Boquete.
La empresa Edwards Rail Car reporta que tres de sus vagones fueron entregados a Ferrocarril de Chiriquí en los años 1920.
Después de 1974, la infraestructura del ferrocarril de Chiriquí fue traspasada al Ministerio de Obras Públicas y las operaciones fueron cesadas en 1990.
A principios del siglo XXI, las vías del antiguo ferrocarril fueron desmanteladas y reusadas para la construcción de puentes en áreas rurales según reportaba La Prensa en el 2003.

### Ferrocarriles agroindustriales

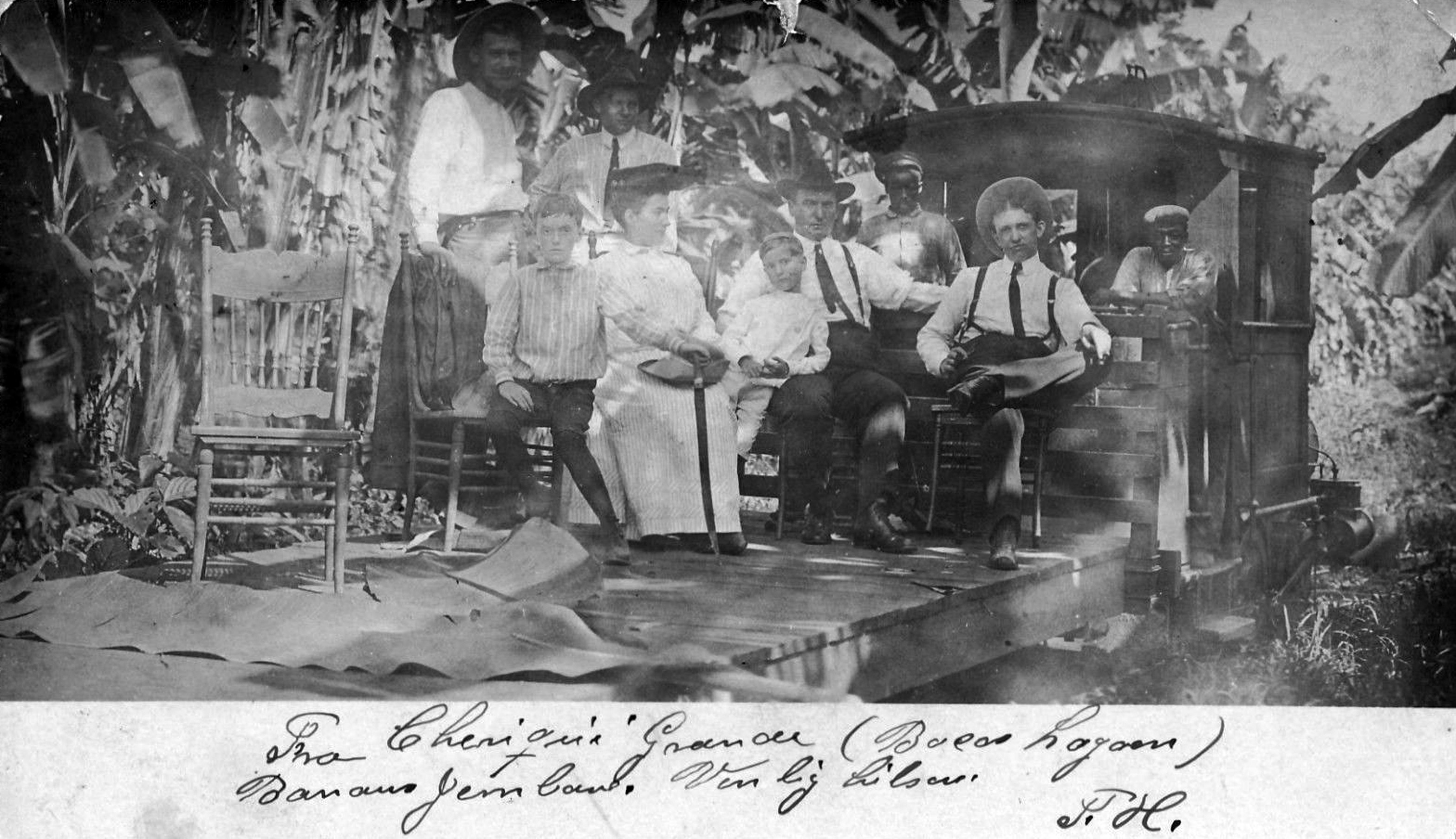
Tranvía de plantación probablemente en una excursión

#### Ferrocarriles de la Chiriquí Land Company
La empresa Chiriquí Land Company era una compañía de la empresa estadounidense United Fruit Company, muy involucrada en el negocio de la banana y el inmobiliario de Panamá a principios del siglo XX. 
La empresa operaba una red ferroviaria de más de 300 kilómetros en su momento más espléndido. Esto le otorgaba a la empresa una red más grande que las redes del Ferrocarril de Panamá y los Ferrocarriles Nacionales de Colombia juntos. Su tráfico principal era la banana, pero también movía otro tipo de carga y operaba algunos trenes de pasajeros como transporte público. El ferrocarril utilizó motores de General Electric.
La red ferroviaria de Chiriquí estaba dividida en dos sistemas de medida similar, ambos de ancho de tres pies o 914 milímetros. 
En el norte, esta red contaba en la provincia de Bocas del Toro, con líneas en las zonas de Almirante, Changuinola, Guabito y partes de Sixaola, Costa Rica.
Con el tiempo estas líneas se fueron cerrando. En el sur, en la provincia de Chiriquí, la línea fue cerrada en 1988.  La sección de Sixaola cerró en 1999, dejando sólo el puente sobre el río Changuinola. Las otras partes de la red fueron siendo cerradas paulatinamente entre el 2005 y el 2008.

#### Ferrocarril de Aguadulce
El Ferrocarril Delvalle, Henríquez & Co. o Ferrocarril de Aguadulce fue un sistema ferroviario ubicado en El Roble de Aguadulce, Provincia de Coclé, Panamá, a principios del siglo XX. Se utilizó para el transporte de agua y caña de azúcar para el Ingenio Santa Rosa. El sistema fue instalado por la empresa Delvalle, Henríquez & Co. (hoy Azucarera Nacional, S.A.) propietaria del ingenio.
La vía era de trocha angosta y de una longitud aproximada de 11.2 km. El equipo rodante consistió de pequeñas locomotoras a gasolina fabricadas por la Cummings Machine Co. que movían vagones planos para el transporte de la caña de azúcar y otros tipos de carga.

### Ferrocarriles mineros

#### Tren minero de Nombre de Dios
Fue un ferrocarril de vía angosta que en un inicio constaba de aproximadamente 5 km de recorrido conectando la playa de Nombre de Dios con los depósitos de manganeso propiedad de la Hyatt Panama Manganese Co. Esta funcionó para la explotación del mineral de 1895 hasta 1902 cuando este perdió su valor. 
Luego, en 1923, esta vía sería extendida y utilizada para explotaciones agroindustriales.

#### Ferrocarril Boca de Cupe - minas de Cana
Fue una línea ferrea de vía estrecha con aproximadamente 20 km de recorrido que conectó las minas auríferas de Cana con Boca de Cupe, pueblo en la orilla del Río Tuira que podía ser navegado para viajar al resto de Panamá y el mundo. Este ferrocarril funcioná desde 1898 hasta 1911. 
Gracias en gran parte a este ferrocarril, Cana llegó a ser en 1910 el punto más poblado del Darién.

### Ferrocarriles militares y logísticos

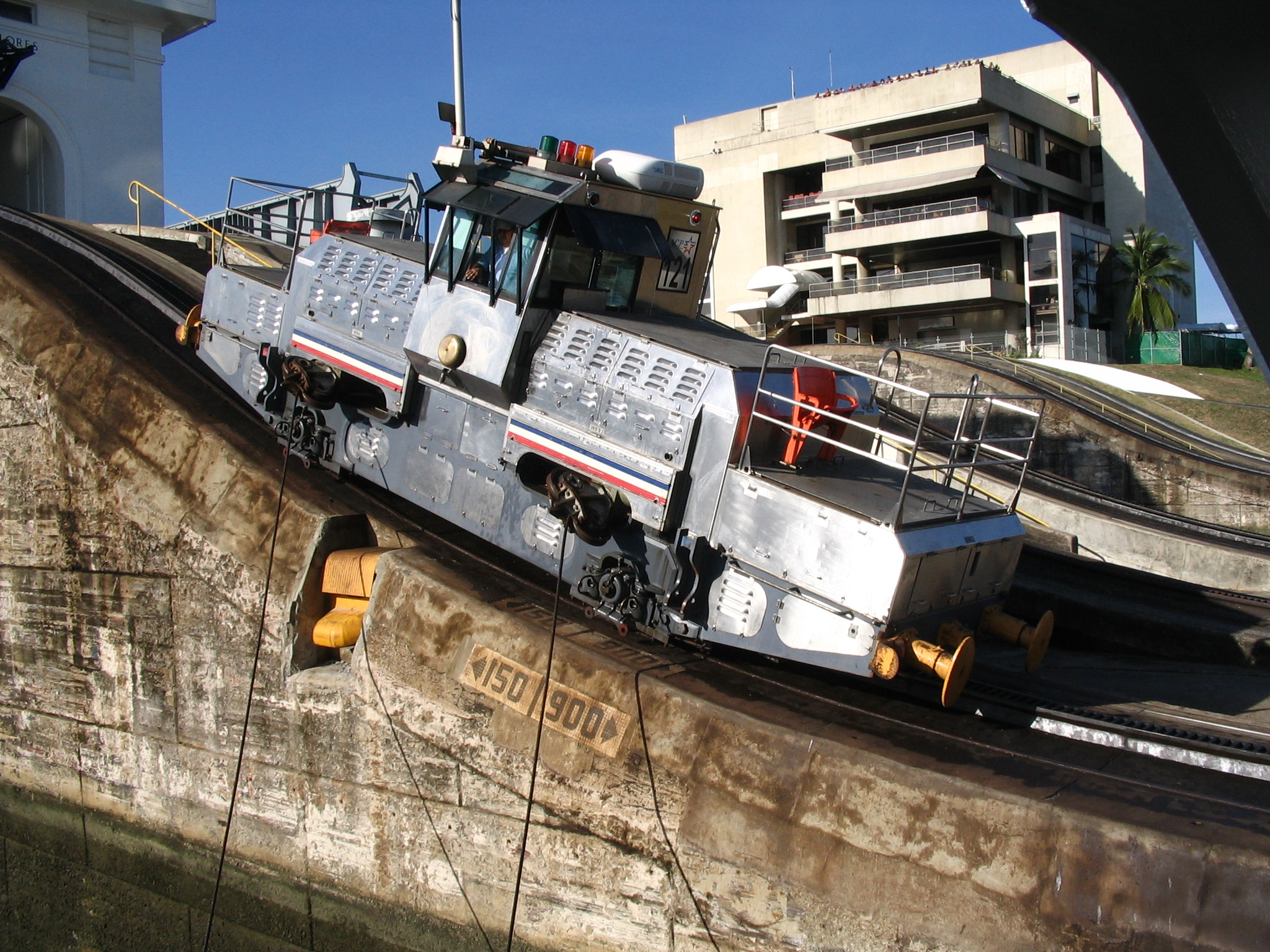
Locomotora remolque o "mula" indispensable en las operaciones de las esclusas de Miraflores, Pedro Miguel y Gatún.

Dentro de la antigua Zona del Canal y bajo administración estadounidense, se construyeron multiples vías férreas que generalmente conectaban con el Ferrocarril de Panamá, con las vías utilizadas por las locomotoras que asisten a los barcos en su cruce por las esclusas del canal, y con distintos fuertes y sitios defensivos desde donde el ejército estadounidense protegía el Canal de Panamá. 
Estas incluían líneas y ramales al Fuerte Sherman, Fuerte Amador, Terminal de Carga del Comisariato de Curundú, Fuerte Randolph, entre muchos otros. Naturalmente, el ancho de vía de estas líneas era compatible con el ancho ruso con el que operó el Ferrocarril de Panamá desde su apertura en 1855 hasta su restauración que en el año 2000 lo convirtió al ancho de vía internacional. 
De todo esto solo quedan parte del ramal que se dirigía al Fuerte Randolph, hoy en día conectando los patios logísticos de varios puertos de la Ciudad de Colón, y las vías de las locomotoras (mulas) que aún prestan sus servicios en las operaciones de las esclusas construidas a principios del siglo XX (Miraflores, Pedro Miguel, y Gatún) y todavía mantienen el ancho de vía ruso original que permitía la interconectividad con el Ferrocarril de Panamá y las diferentes líneas de uso militar y logístico.

### Ferrocarriles urbanos y metropolitanos

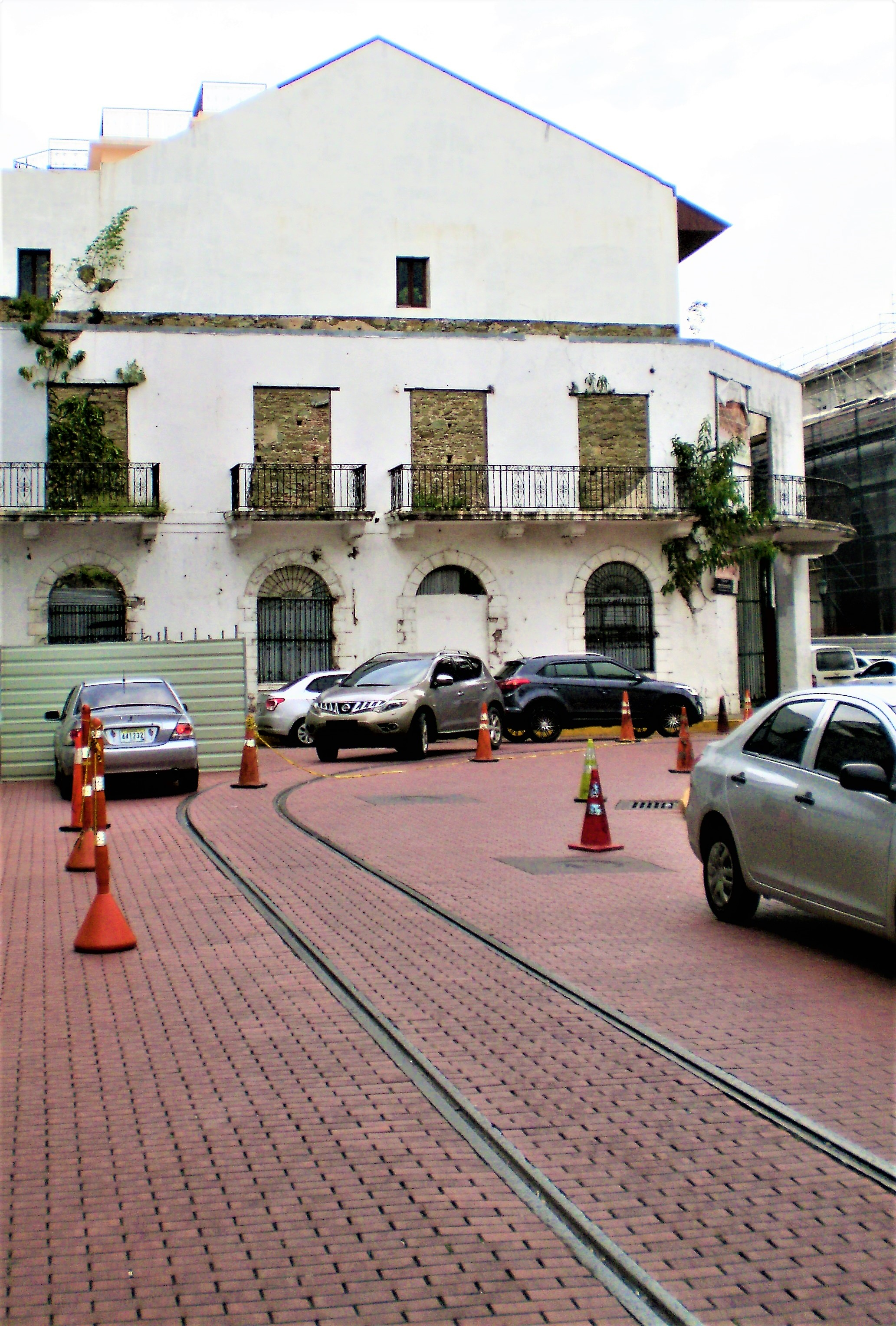
Vías de tranvía aún imbuidas en las calles adoquinadas de San Felipe.

#### Tranvías de la Ciudad de Panamá
Dos distintas redes de tranvía operaron en el pasado en la Ciudad de Panamá. El primer servicio de tranvía se inauguró el 1 de octubre de 1893 y terminó de operar durante la guerra de los Mil Días. El segundo servicio de tranvía empezó su servicio en 1913 y operó con varios cambios y reorganizaciones durante su historia hasta el 31 de mayo de 1941.
 

Desde entonces ha habido propuestas para construir una nueva red de tranvías en la Ciudad de Panamá como complemento al Metro de Panamá. Sin embargo, para el 2020 aún no se había anunciado algún proyecto en concreto.

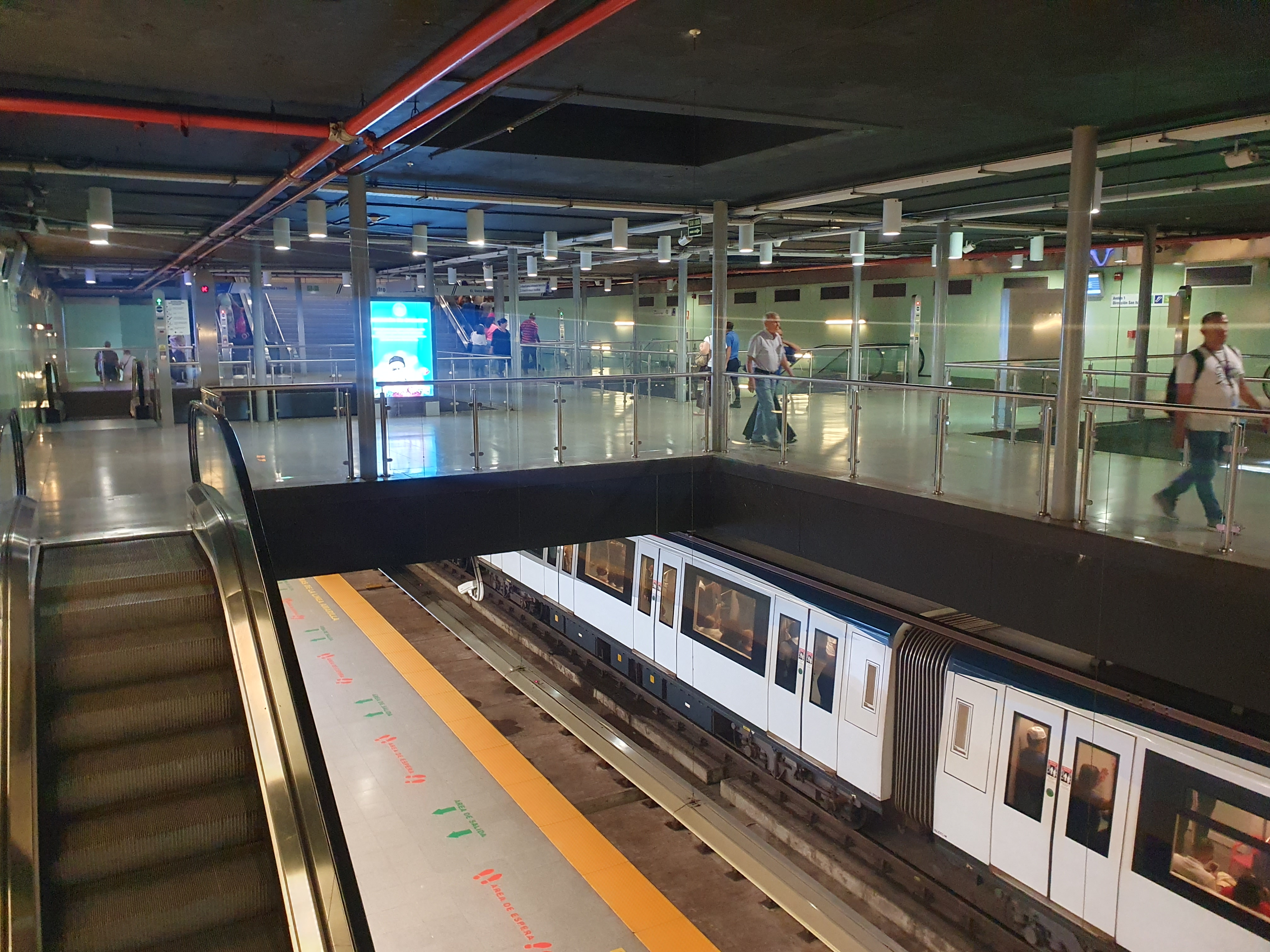
Estación Iglesia del Carmen de la Línea 1 del Metro de Panamá (2024).

#### Metro de Panamá
En la Ciudad de Panamá existe el Metro de Panamá, inaugurado el 5 de abril de 2014. Los contratos para la construcción de su Línea 1 fueron otorgados en el 2010 para 14 estaciones. La Línea 2 abrió el 25 de abril de 2019 con 16 nuevas estaciones de metro. Este sistema de transporte ferroviario se planea extender hasta 9 líneas en 2040, considerándose en el plan maestro de la red metropolitana  de la Ciudad de Panamá mas las ya existentes y expansiones de la red. Esta red ferroviaria transporta diariamente entre 200,090 y 400,090 pasajeros por día. En ambas líneas se planea que la demanda crezca mientras se va implementando otras líneas y medios de transportes en el área metropolitana de la Ciudad de Panamá. Este medio de transporte ferroviario ha sido medio de referente para países de la región de Centroamérica, y en el país como medio de transporte referente en las diferentes provincias y Ciudades de Panamá.

## Conexiones internacionales

### En el pasado
En el pasado existieron cruces fronterizos ferroviarios entre Panamá y Costa Rica. Uno en el norte entre Bocas del Toro, Panamá y Limón, Costa Rica a la altura de los pueblos de Sixaola del lado costarricense y Guabito del lado panameño. Este cruce se daba a través de un puente ferroviario sobre el Río Sixaola construido en 1908. A partir de 1999 este tramo dejó de percibir tráfico ferroviario. Este puente fue demolido para dar paso a un nuevo puente vehicular con espacio para peatones y bicicletas en 2021. Al sur, entre las provincias de Chiriquí, Panamá y Puntarenas, Costa Rica también existió un cruce fronterizo ferroviario llamado Balsas que conectaba y controlaba el paso entre las redes de ambos países aprovechando los ramales ferroviarios de la United Fruit Company en Puerto Armuelles del lado de Panamá y en Golfito del lado de Costa Rica. Un servicio de pasajeros regularmente realizaba paseos turísticos entre ambos países. A pesar de varias propuestas, nunca existió una línea ferroviaria que cruzara de Panamá a Sudamérica. Hoy en día no existen servicios ni cruces ferroviarios internacionales entre Panamá y sus países vecinos.

### Futuras
En el futuro se proyecta una línea que iniciará la construcción de su primera etapa en 2026. En su plan maestro se contempla el cruce fronterizo hacia Costa Rica en un puno cercano a y al sur de Paso Canoas. Con respecto a Colombia se ha especulado eventualmente extender este proyecto hacia America del Sur a largo plazo.